# 高石真五郎

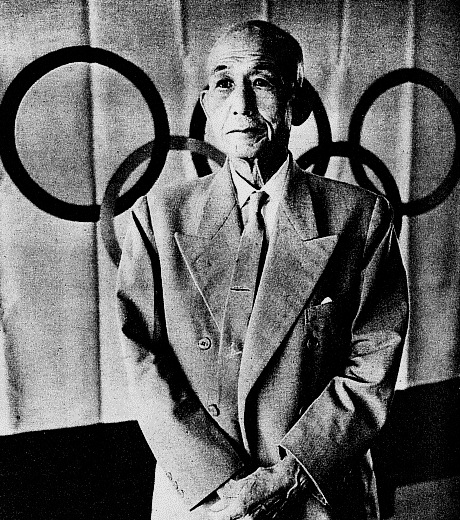
高石真五郎

高石 真五郎（たかいし しんごろう、1878年（明治11年）9月22日 - 1967年（昭和42年）2月25日）は、日本のジャーナリスト、実業家。国際オリンピック委員会（IOC）委員。毎日新聞社最高顧問。特殊法人日本自転車振興会第2代会長。

## 経歴
千葉県鶴舞町（現在の市原市）で高石四郎治の五男として生まれた。1901年（明治34年）に慶應義塾大学法学部を卒業すると共に、紹介により小松原英太郎の秘書となるが、7月に小松原が当時社長を務めていた大阪毎日新聞社に外国通信部員として入社する。
1902年（明治35年）に三井家から援助を受け、社籍を置いたままイギリスに留学するが、1904年（明治37年）の日露戦争開戦によりデイリー・エクスプレスの嘱託記者となり、翌年末には大阪毎日の特派員としてロシアのサンクトペテルブルクに赴いて半年以上現地に滞在し、その状況を日本に伝えた。滞在後イギリスに戻る途中にはレフ・トルストイとの面会を果たしている。1907年（明治40年）に再び特派員としてオランダのハーグに派遣されると、大韓帝国皇帝・高宗が第二次日韓協約の無効を平和会議で訴えるため密使を送った「ハーグ密使事件」をスクープした。高石はこの時密使と面会し取材した日本人唯一の記者で、密使側からも信頼を得ていたという。
1909年（明治42年）にイギリスより帰国後、外国通信部長、政治部長を経て1936年（昭和11年）に編集主幹に就任し、第一線の記者として活躍を続けるが、その最中にも特派員としてだけでなく視察や外遊などで海外への渡航を繰り返しており、これが後の国際的な人脈形成に役立つことになる。
1938年（昭和13年）には会長兼主筆に就任し、社長の奥村信太郎と共に二頭体制を築くが、1945年（昭和20年）の第二次世界大戦終結直後、奥村の社長辞任により高石は社長職に就任するが、高石も戦争責任を明確にするため、わずか2ヶ月で辞職し相談役から最高顧問となったものの1946年（昭和21年）には全ての職を辞し、1947年（昭和22年）から4年間公職追放となり以後毎日新聞社の運営からは離れることになる。
追放解除後の1952年（昭和27年）に毎日新聞名誉顧問、1961年（昭和36年）には再び最高顧問となり、日本の言論界における重鎮として毎日新聞だけでなく新聞界全体への提言を続けていたが、1967年（昭和42年）2月に肺癌のため死去。88歳。
1961年（昭和36年）に新聞文化賞受賞。1964年（昭和39年）に勲一等瑞宝章、1966年（昭和41年）に文化功労者。なお逝去にあたり正三位勲一等旭日大綬章が追贈されている。

## IOC委員
1940年の東京五輪・札幌五輪を控えた1939年（昭和14年）、高石はIOC委員に就任するが、これがJOCを経ないでの推薦による委員就任だったことや、オリンピックの開催中止、第二次世界大戦およびそれに伴う自身の公職追放などもあり、高石がIOC委員としての活動を本格化させるのは1952年（昭和27年）のヘルシンキオリンピックからとなる。
この頃1960年の東京オリンピック招致を目指していたJOCは高石にも協力を依頼するが、海外特派員としての経験から外国人との交流や折衝に長けていた高石の存在は、次第にJOCにとっても欠かせないものとなる。1955年（昭和30年）のパリ総会投票で1960年の開催に落選したことから、1958年（昭和33年）のIOC東京総会では、高石は病床から抜け出し会場内に医師を待機させた上で「東京での開催を見るまで死ねない」とアピールする。これに対し「ならば高石を死なさないため東京開催に反対する」というユーモア発言も生まれたが、1959年（昭和34年）のミュンヘン総会投票で1964年の東京オリンピック開催が正式に決定した。
開催決定後は地元のIOC委員として多くの会議や他の委員への応対に当たり、開催時は柔道などの表彰式でメダル授与役などを行っていたが、特に男子マラソン競技では、当時のアベリー・ブランデージIOC会長の秘書役の機転で会長に代わりメダル授与役を務め、円谷幸吉に銅メダルを掛けた。
次いで高石は札幌オリンピックの招致にも力を注ぐことになるが、開催地投票が行われる1966年（昭和41年）4月のIOCローマ総会への参加は病身のため断念する。しかし高石は病床から他のIOC委員全員に対し札幌開催への協力を依頼する書状を送付し、さらに招致を訴える自身のコメントをテープに録音してそれを総会で流すよう依頼する。そしてローマの総会で高石のコメントが流されると委員から大きな反響を呼び、その様子を見たブランデージ会長が発した「高石への見舞いに札幌開催を」という言葉が札幌開催決定に大きく影響することになった。高石の音声を吹き込んだ録音テープはその後札幌オリンピックミュージアムで非公開のまま保管されてきたが、2017年に母校である慶應義塾福沢研究センターでデジタル化され、特別展「近代日本と慶應スポーツ―体育の目的を忘るゝ勿れ―」において期間限定で公開された。

## スポーツ振興
高石はIOC委員としての活動と共に日本国内のスポーツ振興にも力を入れ、日本ビリヤード協会などの会長も務めた。また日本アマチュア自転車競技連盟（当時）の会長を当時の北沢清理事長からの依頼で務めていたことから、通産省（当時）関係者からも依頼を受けて1960年（昭和35年）より競輪を統括する日本自転車振興会の会長を6年間務め、当時相次ぐ事件で窮地に立たされていた競輪の存続に尽力した。ただし当時はスポーツのプロ・アマ分離が厳しかったことから、日本自転車振興会の会長就任にあたってはIOCに対し職務の説明を行ないIOC委員としての活動を継続させていた。
自身も慶應義塾の予科で短艇部、大学部で野球部に所属しており、野球部のチームメイトには平沼亮三や堀切善兵衛などがいた。また40代の後半からは日本における有数のゴルフ愛好家としても名を馳せるようになり、ゴルフで築き上げた人脈は数知れず、時には仕事を蹴ってゴルフを優先させたほどである。そして87歳までエージシュートを目指して18ホールをプレーし、各地のカントリークラブに経営者として名を連ねていた。

## 栄典
- 1940年（昭和15年）8月15日 - 紀元二千六百年祝典記念章[7]